# Bryan Gaul
Bryan Gaul (Naperville, 10 agosto 1989) è un ex calciatore statunitense, di ruolo difensore.

## Carriera

### Club

#### Gli inizi
Ha giocato a calcio universitario con la Bradley University tra il 2008 e il 2011. Durante la sua permanenza a Bradley, è stato nominato NSCAA All-Midwest Region e All-Missouri Valley Conference nel 2011. Nel 2010 è stato nominato All-Missouri Valley Conference nel suo primo anno come attaccante, dopo aver ricoperto in precedenza il ruolo di centrocampista.

#### Professionismo
Fu scelto nel corso del primo giro (19º assoluto) dell'MLS Supplemental Draft 2012 dai LA Galaxy. Ha debuttato con la squadra il 2 maggio successivo contro i Seattle Sounders. Durante la stagione 2012 colleziona 14 presenze in campionato, di cui 7 partendo da titolare e realizzando un assist.
Nella stagione 2013 ha giocato in prestito con i Ft. Lauderdale Strikers e i Carolina RailHawks, formazioni della NASL, Poco prima dell'inizio della stagione 2014, i Galaxy decidono di svincolarlo.
In vista della stagione 2015 si accasa al Saint Louis FC, società militante nella USL. Chiude la stagione realizzando lo stesso numero di gol e assist (4), oltre ad essere il capocannoniere della squadra con 6 reti, mettendo a segno anche due gol nella U.S. Open Cup.

#### Germania
Nel gennaio del 2016 si è trasferito ai tedeschi del Bahlinger SC, in Regionalliga. In seguito ha militato nel Kickers Offenbach nella stagione 2016-2017 e nell'Elversberg nella stagione 2017-2018.
Il 29 maggio 2018, dopo essere rimasto svincolato, ha firmato un contratto biennale con lo Zwickau in 3. Liga. Al termine della stagione 2018-2019 decide di appendere gli scarpini al chiodo.

## Statistiche

### Presenze e reti nei club
| Stagione         | Squadra                 | Campionato       | Campionato | Campionato | Coppe nazionali | Coppe nazionali | Coppe nazionali | Coppe continentali | Coppe continentali | Coppe continentali | Altre coppe | Altre coppe | Altre coppe | Totale | Totale |
| Stagione         | Squadra                 | Comp             | Pres       | Reti       | Comp            | Pres            | Reti            | Comp               | Pres               | Reti               | Comp        | Pres        | Reti        | Pres   | Reti   |
| ---------------- | ----------------------- | ---------------- | ---------- | ---------- | --------------- | --------------- | --------------- | ------------------ | ------------------ | ------------------ | ----------- | ----------- | ----------- | ------ | ------ |
| 2012             | LA Galaxy               | MLS              | 14         | 0          | USOC            | 1               | 0               | CCL                | 4                  | 0                  |             | -           | -           | 19     | 0      |
| mar.-lug. 2013   | LA Galaxy               | MLS              | 0          | 0          | USOC            | 0               | 0               |                    | -                  | -                  |             | -           | -           | 0      | 0      |
| Totale LA Galaxy | Totale LA Galaxy        | Totale LA Galaxy | 14         | 0          |                 | 1               | 0               |                    | 4                  | 0                  |             | -           | -           | 19     | 0      |
| lug.-ago. 2013   | Ft. Lauderdale Strikers | NASL             | 0          | 0          |                 | -               | -               |                    | -                  | -                  |             | -           | -           | 0      | 0      |
| ago.-nov. 2013   | Carolina RailHawks      | NASL             | 7          | 0          |                 | -               | -               |                    | -                  | -                  |             | -           | -           | 7      | 0      |
| 2015             | Saint Louis FC          | USL              | 27         | 4          | USOC            | 2               | 2               |                    | -                  | -                  |             | -           | -           | 29     | 6      |
| gen.-mag. 2016   | Bahlinger SC            | RL               | 10         | 3          |                 | -               | -               |                    | -                  | -                  |             | -           | -           | 10     | 3      |
| 2016-2017        | Kickers Offenbach       | RL               | 34         | 2          | CG              | 1               | 0               |                    | -                  | -                  |             | -           | -           | 35     | 2      |
| 2017-2018        | Elversberg              | RL               | 30         | 0          |                 | -               | -               |                    | -                  | -                  |             | -           | -           | 30     | 0      |
| 2018-2019        | Zwickau                 | 3L               | 16         | 0          |                 | -               | -               |                    | -                  | -                  |             | -           | -           | 16     | 0      |
| Totale carriera  | Totale carriera         | Totale carriera  | 138        | 8          |                 | 4               | 2               |                    | 4                  | 0                  |             | -           | -           | 146    | 10     |

## Palmarès

### Club

#### Competizioni nazionali
- Campionato MLS: 1

LA Galaxy: 2012